# Rhypodes triangulus
Rhypodes triangulus är en insektsart som beskrevs av Alan C. Eyles 1990. Rhypodes triangulus ingår i släktet Rhypodes och familjen fröskinnbaggar. Inga underarter finns listade i Catalogue of Life.